# M2o Compilation
m2o Compilation è una serie di compilation di musica dance, trance e house pubblicate dalla radio m2o tra il 2002 e il 2015.

## Edizioni
Ogni compilation è generalmente composta da brani di genere house, electro, dance e trance. La prima raccolta venne pubblicata nell'ottobre del 2002 (mese di uscita del Volume 1), mentre l'ultima venne distribuita nel mese di ottobre del 2015 (Volume 40). Tutte le tracce contenute nelle varie compilation erano scelte e mixate da Provenzano DJ.
Le varie edizioni della compilation vennero pubblicate con cadenza quadrimestrale, in modo da realizzare tre uscite all'anno, nei mesi di febbraio/marzo/aprile, giugno/luglio e ottobre/novembre e vennero distribuite oltre che nei normali negozi di dischi anche nelle edicole, in quanto edite da Gruppo editoriale L'Espresso.